# Krisztián Géresi
Krisztián Géresi (ur. 14 czerwca 1994 w Székesfehérvárze) – węgierski piłkarz, pomocnik, występujący w Szeged LK. Reprezentant Węgier.